# Branquinha
Branquinha is een gemeente in de Braziliaanse deelstaat Alagoas. De gemeente telt 12.215 inwoners (schatting 2009).

## Aangrenzende gemeenten
De gemeente grenst aan Murici, União dos Palmares, Capela, Viçosa, Chã Preta, Santana do Mundaú, Joaquim Gomes en Flexeiras.

## Verkeer en vervoer
De plaats ligt aan de noord-zuidlopende weg BR-104 tussen Macau en Maceió.